# Odysia amyntoridaria
Odysia amyntoridaria är en fjärilsart som beskrevs av Charles Oberthür 1923. Odysia amyntoridaria ingår i släktet Odysia och familjen mätare. Inga underarter finns listade i Catalogue of Life.